# パラディン (駆逐艦・2代)
パラディン (HMS Paladin) はイギリス海軍の駆逐艦。P級。後に16型フリゲートに改装された。

## 艦歴
ジョン・ブラウン社のクライドバンク造船所で1940年7月22日に起工。1941年6月11日に進水し、同年12月12日に竣工した。
「パラディン」は東洋艦隊に配属され、1942年2月17日にグリーノックから出航。喜望峰周りで3月24日にコロンボに着き、第12駆逐艦戦隊に編入された。
4月、日本海軍機動部隊がインド洋に来襲（セイロン沖海戦）。4月5日に重巡洋艦「ドーセットシャー」と「コーンウォール」が撃沈された。翌日「パラディン」と軽巡洋艦「エンタープライズ」、駆逐艦「パンサー」は生存者のもとに着き、1122名を救助した。
5月の最初の週、「パラディン」はアイアンクラッド作戦（ディエゴ・スアレス攻略）に参加した。
アイアンクラッド作戦完了後、「パラディン」は地中海に移され6月13日にアレクサンドリアに着いた。それから少しして「パラディン」はマルタへ船団を送るヴィガラス作戦に参加した。7月19日、「パラディン」と軽巡洋艦「ダイドー」、「ユーライアラス」、駆逐艦「パケナム」、「ジャヴェリン」、「ジャーヴィス」はマルサ・マトルーフを砲撃した。9月14日には「パラディン」と軽巡洋艦「ダイドー」、駆逐艦「パケナム」、「ジャヴェリン」、「ジャーヴィス」はDaba地域を砲撃した。
1943年2月17日、「パラディン」はトリポリ・アレクサンドリア間で船団を護衛していた。船団はデルナ沖でドイツ潜水艦「U205」に発見された。「パラディン」はソナーで潜水艦を捉え、爆雷を投下。大損害を受けた「U205」は浮上し、Bisley1機と「パラディン」、「ジャーヴィス」の攻撃を受けた。それにより「U205」乗員は艦を放棄し、また自沈の試みも中断された。「パラディン」と「ジャーヴィス」は42名を収容し、また「パラディン」乗員はコードブックやバイグラムの表を回収した。「U205」はコルベット「Gloxinia」による曳航中に沈没した。
1943年初めからイギリスはイタリアから北アフリカへの補給阻止の試みを強化し、駆逐艦による哨戒などが実施された。1943年3月8日、「パラディン」と「パケナム」はパンテッレリーア島付近でフェリーバージを何隻か沈めた。
4月16日2時48分から、「パラディン」と駆逐艦「パケナム」はイタリア水雷艇「チーニョ」、「カシオペア」と交戦。「パラディン」は「カシオペア」と交戦し、40mm機銃の掃射で「カシオペア」の各所に損害を与えたが、「パラディン」の艦長は敵弾による水柱の大きさから相手を軽巡洋艦と考え、戦闘をやめて退避した。一方、「チーニョ」を沈め、被弾による損傷の応急修理を終えた「パケナム」は「カシオペア」と交戦したが、被弾し「パラディン」に続いた。その後「パラディン」はボイラー用の水がなくなり「パラディン」に曳航されたが、夜が明けてイタリア戦闘機が現れると処分命令が出され、「パラディン」の魚雷で沈められた。
4月30日、「バラディン」と駆逐艦「ヌビアン」はシチリア島沖で輸送船「Fauna」を沈めた。5月3日から4日の夜、「パラディン」と駆逐艦「ヌビアン」、「ペタード」はマルタより出撃してイタリア水雷艇「Perseo」と商船「Campobasso」を沈めた。5月7日、「パラディン」と駆逐艦「ジャーヴィス」、「ヌビアン」はKelibiaを砲撃した。砲撃は5月9日にも行われた。
「パラディン」は6月1日、6月2日から3日の夜と6月5日にパンテッレリーア島砲撃に参加。6月11日の同島強襲の際は上陸部隊を護衛した。パンテッレリーア島はそれ以上の戦闘なしに降伏した。
1943年7月10日のシチリア島侵攻（ハスキー作戦）では、「パラディン」はシチリア島の西で待機する予備掩護部隊のZ部隊に属した。その後はイタリア沿岸で種々の作戦に参加し、8月13日には軽巡洋艦「オーロラ」、「ペネロピ」、駆逐艦「ジャーヴィス」とともにヴィボ・ヴァレンツィアを、8月17日には軽巡洋艦「ユーライアラス」、駆逐案「ジャーヴィス」とともにスカレーアを砲撃した。
9月にはスラップスティック作戦（ターラント上陸作戦）に参加し、敷設巡洋艦「アブディール」の触雷沈没後は「パラディン」はターラントで司令部艦および警備艦を務めた。11月26日、「パラディン」と軽巡洋艦「オライオン」、駆逐艦「Teazer」、「Troubridge」はガリリャーノ川北の目標を砲撃した。12月1日、「パラディン」はガエータ湾で艦砲射撃を実施した。
1944年1月、「パラディン」は東洋艦隊への大規模な増援の一部として東方に戻り、第16駆逐艦戦隊に編入され、1月28日にトリンコマリーに着いた。2月12日、「パラディン」と巡洋艦「ホーキンス」、駆逐艦「ペタード」が兵員輸送船団KR8をキリンディニからセイロンへOne and a Half Degree Channelを通って護衛していたところ、日本の「伊号第二十七潜水艦（伊27潜）」によって「カディーブ・イスマイル」が沈められた。駆逐艦2隻は爆雷攻撃を行い、浮上した「伊27潜」に対して「パラディン」は体当たりを試みたが、水平舵にょって船体に長さ80フィート、幅最大2フィートの裂け目が生じ、多量に浸水した。「伊27潜」は最終的に「ペタード」の雷撃で沈んだ。「パラディン」は浸水によって沈没の危険があり、傾斜を抑えるため魚雷などが投棄され、乗員の半数と救助していた「Khedive Ismail」の生存者が「ペタード」へ移された。その後、「パラディン」は「ペタード」によってアッドゥ環礁へ曳航された。
アッドゥ環礁での応急修理の後、サイモンズタウンで完全修理及び改修を受けた。

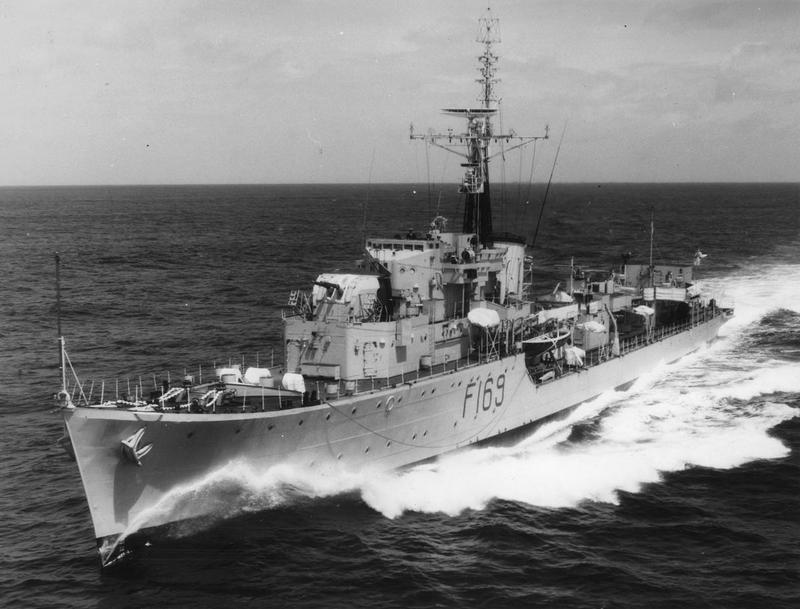
16型フリゲートに改装後の「パラディン」（1958年）

「パラディン」は1945年11月にポーツマスに戻り、1946年1月に「ブリリアント」に代わって潜水艦標的艦なって1947年3月までその役割を務めた。1953年から1954年にかけて「パラディン」はロサイス工廠で16型フリゲートへと改装された。1957年、「パラディン」は機雷敷設艦に改装された。 1958年1月10日、ノア局地戦隊所属で就役。任務はアイスランド付近での漁業保護及などであった。
1961年に処分リストに載り、 1962年10月22日にBISCOに引き渡され、解体された。 